# Хризостом (Триандафиллу)
Митрополи́т Хризосто́м (греч. Μητροπολίτης Χρυσόστομος, в миру Константи́нос Триандафи́ллу, греч. Κωνσταντίνος Τριανταφύλλου; род. 17 октября 1957, Василикон) — епископ Элладской православной церкви, митрополит Халкидский (с 2001).

## Биография
Родился 17 октября 1957 года в Василиконе, в номе Эвбея, в Греции.
Окончил Ризарийскую богословскую школу в Афинах, после чего обучался в богословском институте Афинского университета, который окончил в 1981 году.
Был пострижен в монашество с именем Хризостом в монастыре Святого Георгия в Халкиде.
В 1983 году, митрополитом Халкидским Хризостомом (Верьисом) был последовательно рукоположен в сан диакона и пресвитера. Занимал различные пастырские и административные должности в Халкидской митрополии, в том числе проповедника, секретаря и генерального эпитропа.
В 1998 году также окончил богословский факультет Аристотелевского университета в Салониках, специализируясь в области богослужения, церковной археологии и искусства.
14 сентября 2001 года решением Священного синода Элладской православной церкви был избран для рукоположения в сан митрополита Халкидского. 17 декабря 2001 года состоялась его архиерейская хиротония, а 12 января 2002 года в кафедральном соборе Святого Димитрия в Халкиде состоялся чин интронизации.